# Microhyla okinavensis
Microhyla okinavensis es una especie de anfibio anuro de la familia Microhylidae.

## Distribución geográfica
Esta especie es endémica del archipiélago de Nansei en Japón. Se encuentra en Suwanose-jima, Kikaigashima, Amami-Ōshima, Tokunoshima, Yoronjima, Okinawa, Kume-jima, Miyako-jima, Ishigaki-jima e Iriomote-jima.

## Descripción
En su descripción, Stejneger indica que esta especie se parece mucho a Microhyla fissipes pero se distingue por:
- dedos no dilatados en el ápice y claramente palmeados en su base;
- tubérculos metatarsianos suficientemente grandes.

## Etimología
Su nombre de especie, compuesto de okinav[a] y el sufijo latín -ensis, significa "que vive, que habita", y le fue dado en referencia al lugar de su descubrimiento, la isla de Okinawa.

## Publicaciones originales
- Stejneger, 1901 : Diagnoses of Eight New Batrachians and Reptiles from the Riu Kiu Archipelago, Japan. Proceedings of the Biological Society of Washington, vol. 14, p. 189-191[6]
- Brown, 1902 : A collection of reptiles and batrachians from Borneo and the Loo Choo Islands. Proceedings of the Academy of Natural Sciences of Philadelphia, vol. 54, p. 175-186